# Milesia maolana
Milesia maolana är en tvåvingeart som beskrevs av Chang och Yang 1993. Milesia maolana ingår i släktet Milesia och familjen blomflugor. Inga underarter finns listade i Catalogue of Life.